# Белопол, Василий Серафимович
Василий Серафимович Белопол (6 апреля 1929 — 16 мая 1998) — передовик советского железнодорожного транспорта и строительства транспортных магистралей, управляющий трестом «Бамстроймеханизация» Министерства транспортного строительства СССР (Амурская область), Герой Социалистического Труда (1984).

## Биография
Родился 6 апреля 1929 года в селе Дарьевка, ныне Киевской области в украинской семье мостостроителя. Завершив обучение в 1950 году в строительном техникуме отправился работать в город Тайшет Иркутской области. Трудоустроился в строительную организацию «Ангарстрой» бригадиром, затем был назначен старшим десятником, потом дорожным мастером на строительстве дорожных участков будущей Байкало-Амурской магистрали (БАМ).
Без отрыва от производства завершил обучение в Московском институте инженеров железнодорожного транспорта. Был назначен работать главным инженером управления «Бамстройпуть», а затем руководил строительно-монтажным поездом № 266, который с октября 1966 года размещался на будущей станции Игирма. Возглавляемые им подразделения работали на строительстве малого БАМа: на линии Тайшет — Лена, Тайшет — Абакан, Хребтовая — Усть-Илимская.
В ноябре 1971 года перешёл работать главным инженером вновь созданного Управления строительства «Бамстройпуть», первоначально размещавшегося на станции Сковородино (вскоре перенесено в посёлок Тындинский, с 1975 года — город Тында) Амурской области. Позднее был назначен на должность управляющего трестом «Бамстроймеханизация», который выполнял земляные работы по всему БАМу. 29 сентября 1984 года была произведена укладка последнего знаменитого «золотого звена» БАМа, первые составы пошли по новой железной дороге от Усть-Кута до Комсомольска-на-Амуре.
Указом Президиума Верховного Совета СССР от 25 октября 1984 года «за выдающиеся производственные успехи, достигнутые при сооружении Байкало-Амурской железнодорожной магистрали, обеспечение досрочной укладки главного пути на всём её протяжении и проявленный трудовой героизм» Василию Серафимовичу Белополу присвоено звание Героя Социалистического Труда с вручением ордена Ленина и золотой медали «Серп и Молот».
Продолжал работать на строительстве железных дорог. Трестом «Бамстроймеханизация» руководил в течение 8 лет.
Выйдя на заслуженный отдых проживал в городе Полтава в Украине. Умер 16 мая 1998 года.

## Награды
За трудовые успехи удостоен:
- золотая звезда «Серп и Молот» (25.10.1984)
- орден Ленина (25.10.1984)
- Орден Октябрьской Революции (05.02.1981)
- Орден Трудового Красного Знамени (07.05.1971)
- другие медали.